# Taszejeva
A Taszejeva (oroszul: Тасеева) folyó Oroszország ázsiai részén, a Krasznojarszki határterületen; az Angara bal oldali mellékfolyója.

## Földrajz
Hossza: 116 km, vízgyűjtő területe: 128 000 km², évi közepes vízhozama: 740 m³/s.
Két, ezer kilométernél hosszabb folyó: délkeletről a Birjusza, keletről a Csuna egyesülésével keletkezik. A Taszejeva innen nyugati, majd északnyugati irányban folyik tovább és balról ömlik az Angarába, (csak 68 km-re annak jenyiszeji torkolatától.).
November végétől április végéig – május elejéig jég borítja. Legnagyobb árvize májusban van, de egész nyáron magas vízállás jellemzi, jól hajózható.
Jelentős bal oldali mellékfolyója az Uszolka.